# Evangelisch-Lutherische Kirche Berlin

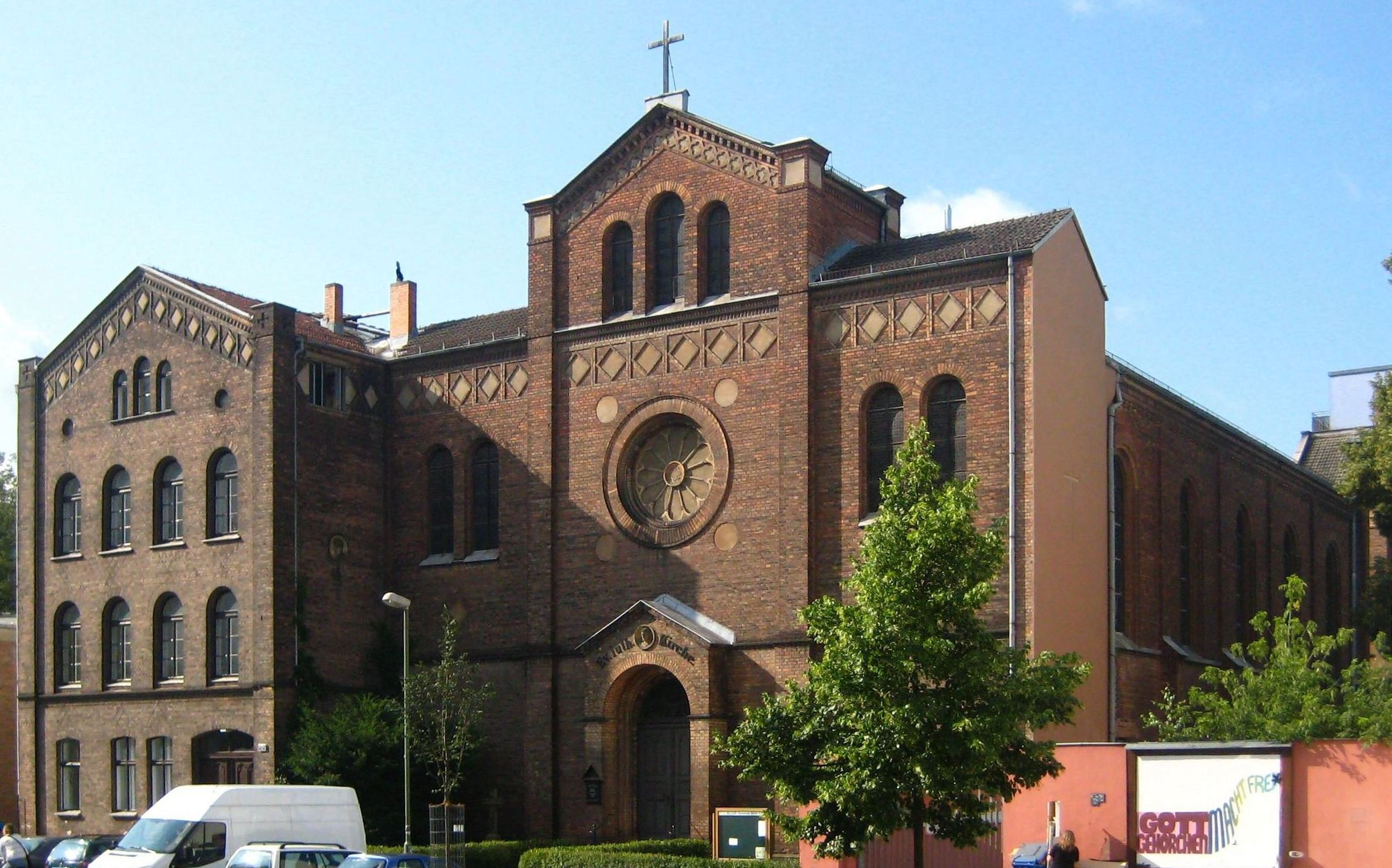
Evangelisch-Lutherische Kirche Berlin

Die Evangelisch-Lutherische Kirche Berlin, Annenstraße 52/53, ist ein Gotteshaus der Selbständigen Evangelisch-Lutherischen Kirche (SELK) und befindet sich in der Luisenstadt im Berliner Ortsteil Mitte des gleichnamigen Bezirks. Es ist die erste Kirche der Evangelisch-Lutherischen (altlutherischen) Kirche der Stadt. Die Kirchengemeinde gehört zum Kirchenbezirk Berlin-Brandenburg. Die Kirche wird im Volksmund – wegen ihrer Lage an der Annenstraße – auch Annenkirche genannt und ist ein eingetragenes Baudenkmal.

## Geschichte

### Vorgeschichte der Gemeinde
Im Jahr 1817 verordnete König Friedrich Wilhelm III., dass sich die lutherischen und reformierten Gemeinden im Königreich Preußen zur Evangelischen Kirche in Preußen zusammenschließen sollten. Gegen diese verordnete Union wandten sich die – später als Altlutheraner bezeichneten – lutherischen Bekenntnisgemeinden.
Anfang der 1830er Jahre trafen sich auch im heutigen Berliner Stadtgebiet etwa 40–50 Personen in Privaträumen, zu sogenannten „Erbauungsstunden“. Viele der Teilnehmer kamen aus Schlesien bzw. aus Breslau und hatten regen Kontakt zu Pastor Johann Gottfried Scheibel, der sich gegen die Union stellte.
Diese „lutherischen Zusammenkünfte“ wurden zwar immer wieder untersagt, doch hielten sich die Familien nicht an diese Verbote, sondern versuchten einen Pfarrer zu finden, der sie betreute. Pastor Scheibel empfahl ihnen schließlich sich an Pastor Ferdinand Guericke in Halle zu wenden. Dieser erklärte sich auch bereit zu helfen, sofern sie sich gegenüber der unierten Kirche als lutherische Gemeinde konstituierten. Deshalb schrieben 16 Vertreter der Familien am 12. Mai 1835 einen entsprechenden Brief an das Königliche Konsistorium der Provinz Brandenburg. Dieses Datum wird seitdem als Gründungsdatum der Gemeinde angesehen auch, wenn das Schreiben vom Konsistorium als ungültig zurückgewiesen wurde.
Die Gemeinde traf sich weiterhin in verschiedenen Privatwohnungen und aufgrund des Gemeindewachstums, später auch auf einem Malzboden in der Markgrafenstraße, den der Hausbesitzer zur Verfügung stellte. Die Gemeinde wurde von wechselnden Pastoren betreut bis schließlich im Sommer 1838 Friedrich Lasius als Pastor berufen wurde. Bis zu diesem Zeitpunkt war die Gemeinde auf etwa 200 Mitglieder angewachsen. Der Pastor der Gemeinde wurde mehrfach wegen „unrechtmäßiger Verrichtung von Amtshandlungen“ verhaftet, bis sich die Lage für die Lutheraner mit der Thronbesteigung Friedrich Wilhelm IV. im Jahr 1840 langsam entspannte. 1841 wurden im Zuge der geänderten Religionspolitik des neuen Königs alle polizeilichen Maßnahmen gegen die Altlutheraner eingestellt.
Da die Gemeinde bis 1846 auf über 900 Mitglieder angewachsen war, musste sie immer dringender nach geeigneten Räumlichkeiten für die Gottesdienste suchen. Schließlich wurde ihr von Pfingsten bis Weihnachten 1848 durch König Friedrich Wilhelm IV. die Nutzung der Garnisonkirche gestattet. Durch den Magistrat von Berlin wurde bis Juli 1851 die Nutzung der Waisenhauskirche gestattet. Nachdem es immer wieder zu Auseinandersetzungen mit den Geistlichen der Waisenhauskirche kam, genehmigte König Friedrich Wilhelm IV. ein weiteres Mal die Nutzung der Garnisonkirche unter der Bedingung, dass sich die Gemeinde schnellstmöglich eine eigene Kirche bauen solle.

### Der Kirchbau

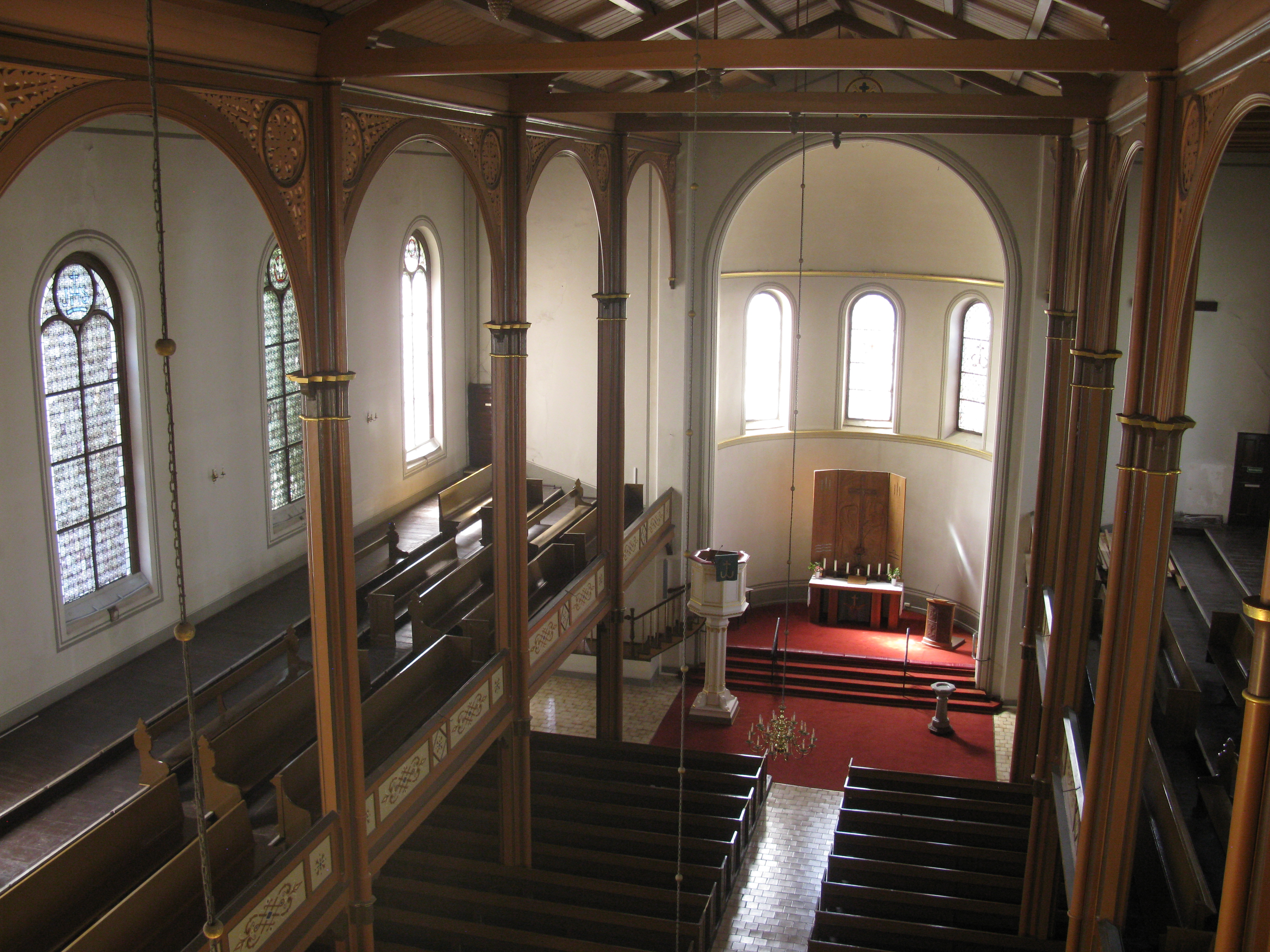
Blick zum Altar Richtung Ostseite

Nachdem die Gemeinde immer weiter wuchs und sich die Suche nach geeigneten Räumen für den Gottesdienst schwierig gestaltete, richtete sie eine „Kirchbaukasse“ ein, um den Bau eines eigenen Gotteshauses zu finanzieren. Bis 1851 waren etwa 3000 Reichstaler gesammelt worden. Dies war jedoch nicht ausreichend, um eine Kirche zu bauen oder ein Grundstück zu erwerben. Am 5. Juni 1851 schaltete Pastor Lasius deshalb einen Spendenaufruf in der Spenerschen Zeitung. In diesem Aufruf bat er nicht nur um finanzielle Unterstützung, sondern suchte gleichzeitig nach geeigneten Grundstücken, die etwa 300 Quadratruten groß sein sollten.
Da König Friedrich Wilhelm IV. die Gemeinde schon mehrfach unterstützt hatte, bat man ihn in zwei Eingaben erneut um seine Hilfe und hoffte, ein Grundstück in der Bauhofgasse in der Nähe des Hausvogteiplatzes geschenkt zu bekommen. Diese Anfrage wurde, ebenso wie ein entsprechendes Schreiben an den Ministerpräsidenten von Manteuffel am 30. Juli 1853 abgelehnt.
Eine 1852 gegründete „Baukommission“ fand im Oktober 1853 schließlich einen geeigneten Bauplatz auf dem Köpenicker Feld in der Annenstraße 14 und 15 (heutige Hausnummern 52 und 53). Der Kauf des unbebauten Geländes gegenüber dem Exerzierplatz der alten Kaiser-Franz-Grenadier-Kaserne, wurde in der Gemeindeversammlung am 27. März 1855 beschlossen. Im Dezember desselben Jahres wurde der Kaufvertrag über 5530 Reichstaler mit der vorherigen Besitzerin, der Witwe Massante, schließlich rechtsgültig.
Vor dem Erwerb des Grundstücks wurde überlegt, eine eiserne Kirche zu errichten, da diese zerlegbar wäre und je nach Bedarf an verschiedenen Stellen aufgestellt werden könnte. Man entschied sich jedoch letztlich für eine steinerne Kirche. Der Auftrag für den Bau der Kirche wurde an den Maurermeister Herbig vergeben, der 2.600 Reichstaler für den Grundbau und 23.800 Reichstaler für die eigentliche Kirche erhalten sollte. Die Gesamtsumme von 24.600 Reichstalern sollte durch Schuldscheine und über eine Verlosung von Geschenken eingeworben werden. Am 10. November 1855 fand schließlich die Grundsteinlegung statt.
Die nach den Plänen des späteren Stadtbaurates und Schinkelschülers Hermann Blankenstein gebaute Kirche wurde am 11. Oktober 1857 geweiht. Pastor Lasius beschreibt den Kirchbau im Kirchenblatt von 1858 wie folgt:

„Das Gebäude, mit seinem nördlichen Giebel und dem Portal nach der Straße zu gelegen und von derselben durch ein zierliches Gitter mit drei Türen getrennt, ist durchaus von Ziegelsteinen erbaut, in sogenanntem Rohbau, ohne Putz, die Vorderfront steigt bis an das Kreuz zu einer Höhe von 63 Fuß, die Seitenmauern, mit Strebepfeilern versehen, sind 42 Fuß hoch, die Breite des Hauptteils beträgt 65 Fuß und die Länge des ganzen Baues 120 Fuß. Das flache Dach ist mit Schiefer gedeckt. Das südliche Ende der Kirche ist ein etwas niedrigerer Rundbau, die Altarnische bildend, mit zwei Sakristeien zu beiden Seiten.
Auf vier Stufen gelangt man zu der im Rundbogen liegenden, hohen und breiten Haupttür mit zwei Flügeln. Über derselben sieht man ein Medaillon mit einem Christuskopf im Relief, den Kommenden entgegenschauend; weiter darüber befindet sich ein schönes großes Rosettenfenster von dunklem Glas, und über demselben erhebt sich der Giebel, mit einem vergoldeten Kreuz geziert.
Rechts und links am Eingang befinden sich zwei geräumige Treppenhäuser, in denen man zur Empore hinaufsteigt; sie sind so hoch hinaufgemauert, daß sie von vorn das Kirchdach ganz verdecken, und haben das Ansehen, als ob sie die Grundlagen zu zwei Turmspitzen bilden könnten. Den Eingang zu ihnen gewinnt man sowohl durch die Haupttür, als auch durch kleine Seitentüren von außen her auf der West- und Ostseite; sie bilden aber zusammen mit dem zwischen ihnen liegenden Raume eine Eingangshalle in der Breite der ganzen Kirche, und man gelangt aus derselben durch eine zweite große Haupttür und zwei kleinere auf beiden Seiten zu dem Schiff der Kirche selbst. Von der mittelsten führt der 5 Fuß breite Hauptgang zwischen dem Gestühl gerade durch die Länge der Kirche und läßt dem Eintretenden den Blick auf den Altar frei; zwei andere Gänge, jeder von 4 Fuß Breite, führen an der Ost- und Westmauer entlang.
Der Altar steht in einer Nische von 20 Fuß Tiefe und fast gleicher Höhe mit der Decke des Kirchraums, ihr Fußboden aber ist um vier Stufen über dem des Schiffes erhöht, und der Altar selbst noch um zwei Stufen. Dieselbe ist dunkel gefärbt und zeigt an dem blauen Gewölbe goldene Sterne mit dem strahlenden Sonnenlicht; sie wird durch 3 Bogenfenster zum Teil von buntem Glas erhellt. Zu jeder Seite tritt man von diesem Chor in je eine geräumige Sakristei, welche beide auch eine Tür in das Schiff der Kirche haben und aus deren einer eine Stiege nach der westlichen Empore führt; von der Tür der anderen führt eine zierliche Treppe zur Kanzel. Steigt man die vier Stufen vom Chor hinab zum Schiff, so hat man zur Rechten die Kanzel frei auf einer Säule ruhend und zur Linken den Taufstein aus grauem Marmor, letzterer ein Geschenk an die Kirche. Der Raum vor dem Gestühl, in welchem beides sich befindet ist frei und bietet einen geräumigen Zugang zum Chor und Altar. Dieser letztere ist mit einem schönen Gemälde, die Auferstehung des Herrn darstellend, geschmückt, welches der rühmlich bekannte Maler und Litograph Loeillot de Mars, ein Glied der Gemeinde, gefertigt hat.
Das Dach der Kirche wird von 8 Säulen getragen, vier auf jeder Seite, welche den mittleren Hauptteil des ganzen Gebäudes gleichsam in ein Mittel- und zwei Seitenschiffe zerlegen. Bis zu ihnen reichen von jeder der langen Seiten her die Emporen, die an der Nordseite wieder miteinander durch eine dergleichen dritte verbunden sind. Hinter dieser letzteren befindet sich, an die Giebelmauer gelehnt und unter einem Rundbogen aufgestellt, die Orgel, ein Werk des Berliner Orgelbauers Dinse von 23 Registern.
Die Emporen und mit ihnen das ganze Schiff der Kirche empfangen ihr Licht durch fünf schöne Bogenfenster auf jeder der beiden Langseiten, denen zur besseren Beleuchtung der unteren Räume je fünf kleine Doppelfenster entsprechen. Zur Beleuchtung bei Abend sind an Pfeilern und Wänden 40 Armleuchter angebracht mit zusammen 106 Gasflammen.
Die Farbe der inneren Wände ist, außer der Altarnische, ein gräulich-lichtes Grau; das Gestühle, die Türen, Pfeiler, Decke und übriges Holzwerk ist in sogenannter Eisenfarbe gestrichen, ausgenommen der Altar, die Kanzel und Orgel, welche weiß marmoriert sind und mit passender Vergoldung. Der ganze Fußboden besteht aus sechsseitigen gelben Fliesen.“

Zur Kirchweihe waren neben verschiedenen Vertretern der eigenen Kirche auch etliche weltliche bzw. Vertreter anderer Kirchen anwesend, unter anderem Oberbürgermeister Krausnick, Bürgermeister Naunyn, der Stellvertreter des Königlichen Polizeipräsidenten Lüdemann, Konsistorialpräsident Göschel und Gutsbesitzer von Thadden-Trieglaff. Insgesamt nahmen über 2000 Personen an der Feier teil.

### Schule und Pfarrhaus
Bereits zwischen 1842 und August 1855 hatte die Gemeinde eine eigene Schule betrieben, die jedoch nur aus einer Klasse bestand. Da diese Schule nie eine staatliche Anerkennung erreichte, konnte sie langfristig nicht finanziert werden.
Nach der Kirchweihe taten sich im November 1857 mehrere Gemeindeglieder zusammen und beschlossen auf eigene Kosten ab 1. April 1858 eine „Schulklasse für Knaben ab 10 Jahren“ zu finanzieren. Eine ähnliche Gruppe beschloss im Dezember 1857 eine Klasse für Mädchen einzurichten und im Sommer 1858 wollte eine weitere Gruppe eine Klasse für kleinere Kinder eröffnen. Die insgesamt 16 „Schulunternehmer“ taten sich schließlich zusammen und koordinierten die Verhandlungen zur Errichtung der Schule. Diese wurde schließlich 1858 vom Provinzialschulkollegium genehmigt und am 11. Oktober 1858 mit in einem gemieteten Saal in Neukölln (Am Wasser Nr. 6 und 7) eröffnet. Es wurden 128 Mädchen und Jungen in drei gemischten Klassen unterrichtet. Da die Schule weiter wuchs und am 1. April 1860 ein größeres Haus in der Krausenstraße 31 gemietet werden musste, wurde überlegt, ein eigenes Schulhaus in der Annenstraße zu errichten. Der Bau wurde im Dezember 1863 von der Gemeindeversammlung genehmigt und am 31. Oktober 1864 auf der westlichen Seite der Kirche eingeweiht. Das Haus wurde vom selben Mauermeister, U. Herbig, gebaut wie die Kirche und Kostete 9500 Reichstaler.
Am 1. Oktober 1874 ging die Schule offiziell in die Verantwortung der Gemeinde über. Anfangs wurde die Schule von der Stadt unterstützt, da sie als Hilfsschule auch für städtische Schüler angesehen wurde. Nachdem ausreichend städtische Schulplätze vorhanden waren, wurde die Unterstützung eingestellt und die Gemeindeschule musste wieder als reine Privatschule weitergeführt werden. Je größer die Schule wurde, desto größer wurden auch die finanziellen Schwierigkeiten. Die Schule war ab 1902 auf acht Klassen gewachsen und es wurden sehr gute Leistungen erbracht. Aus finanziellen Gründen wurde Ende 1907 von der Gemeinde die Schließung der Schule beschlossen, nachdem sichergestellt war, dass die Lehrkräfte in den städtischen Schuldienst aufgenommen würden. Am 21. März 1908 wurde die Auflösung der Schule schließlich vom Provinzialschulkollegium bewilligt.
Im selben Stil und vom selben Maurermeister wie das Schulgebäude und die Kirche wurde auch das Pfarrhaus auf der östlichen Seite der Kirche errichtet. Der Bau wurde am 3. März 1864 von der Gemeindeversammlung genehmigt und hat 9750 Reichstaler gekostet. Pastor Lasius, der zuvor in drei verschiedenen Wohnungen gewohnt hatte, konnte am 1. Juli 1865 im neu errichteten Pfarrhaus einziehen.

### Sonstige Nebengebäude
Hinter der Kirche wurde im Jahr 1881 ein Kirchsaal gebaut und im September eingeweiht. Der Saal war ursprünglich als Aula für die Schule gedacht, wurde schließlich aber auch für verschiedene Gemeindeveranstaltungen genutzt.
Der Kirchsaal wurde im Zweiten Weltkrieg bei einem alliierten Luftangriff am 3. Februar 1945 zerstört und nicht wieder aufgebaut. Stattdessen trennte man 1946 den Raum unter der Orgelempore vom Kirchsaal ab. Dabei wurde die Decke verkleidet, eine separate Beleuchtung eingebaut und zwei Fenster an der Ost- und der Westseite eingebracht.
Am 31. März 1887 schlug Vorsteher Leutke vor, ein Hinterhaus auf dem Gelände der Hausnummer 52 zu bauen. Es sollte zwei weitere Schulzimmer für die Schule, ein Zimmer für das Pfarrarchiv sowie drei Mietwohnungen enthalten. 1888 wurde der Vorschlag umgesetzt und das Gebäude für 24.000 Mark durch den Architekten Götze errichtet.

### Renovierungen und Umbauten

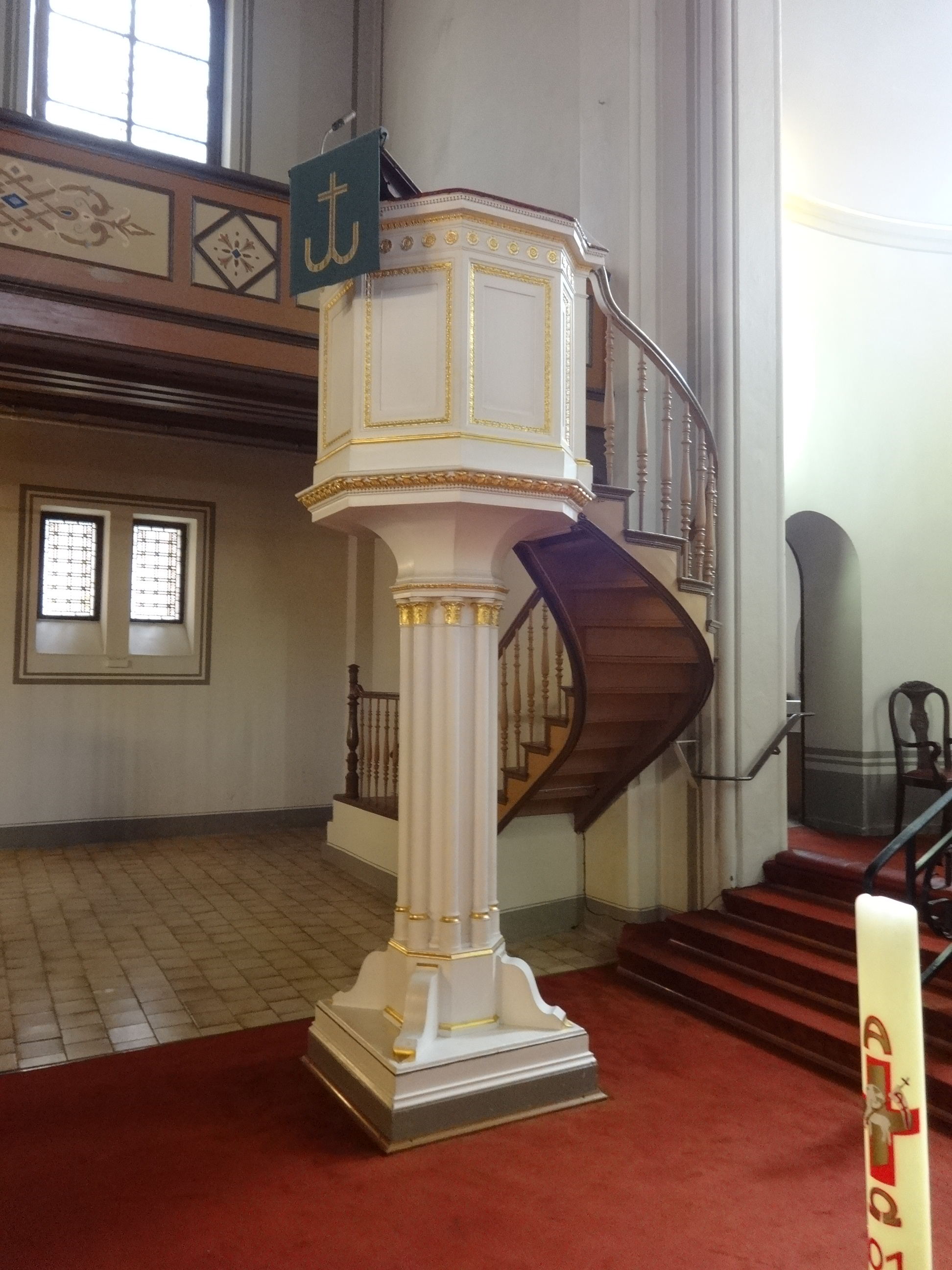
Die Kanzel

Die erste größere Renovierung des Kirchinnenraums erfolgte im Jahr 1889. Die Kosten von 4000 Mark wurden am 7. Juli 1889 von der Gemeindeversammlung genehmigt und die Arbeiten durch den Malermeister Kirsten, einem Vorsteher der Gemeinde, ausgeführt.
Zum 50. Kirchweihjubiläum 1907 erfolgte erneut eine Renovierung des Kirchsaals. Dabei erhielt der Altarraum neue Fenster und einen neuen Teppichbelag. Außerdem wurden an der Wand des Altarraums Bilder von verschiedenen Hilfsbedürftigen („Mühseligen und Beladenen“) angebracht, die sich alle Richtung Kreuz wenden.
Im Vorfeld des 100. Gemeindejubiläums 1935 wurde die Kirche erneut renoviert und eine neue Heizung eingebaut. Zuvor war schon eine elektrische Beleuchtung installiert worden.
Beim Luftangriff am 3. Februar 1945 wurde die Kirche beschädigt. Der Altarraum brannte vollständig aus, das Dach wurde beschädigt und die Fenster zerstört. Das ehemalige Schulhaus wurde schwerbeschädigt, doch die Kirche selbst blieb als eines von wenigen Gebäuden in der ganzen Gegend überhaupt erhalten. Bei den Löscharbeiten kam der Sohn des Pastors, Martin Stier ums Leben.
Für die provisorische Reparatur der Schäden am Dach und am Altarraum wurden die Kirchenbänke auf der Empore weitestgehend abgerissen und das Holz für den Wiederaufbau eingesetzt. Die Verglasung der Kirchenfenster erfolgte durch die Firma Puhl & Wagner nach Entwürfen von Charles Crodel und wurde nach 1947 fertiggestellt. Weitere Instandsetzungsarbeiten im Altarraum, an der Orgel und im Kirchenschiff erfolgten bis zum 100. Kirchweihjubiläum 1957, zu dem auch ein neuer Altar geweiht wurde.
Die bisher letzte große Renovierung erfolgte zwischen 1974 und 1982. Dabei wurde unter den schwierigen Umständen der DDR-Wirtschaft die gesamte Kirche inklusive des Gemeindesaals renoviert. Die seit 1977 unter Denkmalschutz stehende Kirche musste zwar nach Vorgaben der Denkmalbehörde renoviert werden, es gab jedoch keine Zuschüsse für die Umsetzung der Forderungen. Dabei wurde die Farbe der Kanzel, die Bemalung der Emporen-Brüstung und die teilweise Vergoldung wieder an den originalen Zustand angeglichen. Auch die Bleiglasfenster wurden überarbeitet. Viele Materialien für die Renovierung wurden von den westlichen Gemeinden der SELK gespendet.
Zur Vorbereitung auf das 150-jährige Kirchweihjubiläum 2007 erfolgte noch einmal ein Umbau des Gemeindesaals unter der Orgelempore. Dabei wurde die alte Trennwand durch eine neue mit Glasfenstern ersetzt und teilweise weiter in den Kirchsaal ausgebaut. Die Arbeiten wurden durch die Architekten Karl-Heinz und Rita Tiemann betreut.

### Ableger der Gemeinde
Nachdem die Gemeinde immer weiterwuchs und bis zum Jahr 1886 auf 3600 Gemeindeglieder gewachsen war, wurde der Bau einer zweiten Kirche vorgeschlagen. Am 3. Januar 1889 fand schließlich die Gründung einer „Nordkommission“ für den Bau einer Kirche im Norden Berlins statt. Am 12. Mai 1892 beschloss der Kirchenvorstand den Kauf des etwa 94 Quadratruten großen Geländes an der Usedomer Straße 12 für 1000 Mark pro Quadratrute. Während der Verhandlungen zum Grundstückskauf wurde schließlich entschieden, doch das benachbarte Grundstück Nummer 11 zu erwerben. Am 18. August 1893 fand die Grundsteinlegung statt. Der 210.000 Mark (kaufkraftbereinigt in heutiger Währung: rund 1,77 Millionen Euro) teure Bau, der von Maurermeister Köppen, nach Plänen des Architekten Götze gebaut worden war, wurde am 3. Juli 1884 geweiht. Am 15. März 1896 wurde von der Gemeindeversammlung die Teilung der Gemeinde beschlossen, die am 1. April 1896 in Kraft trat. Seitdem ist die Augustanagemeinde eigenständig. Lange Zeit wurde sie als Nordgemeinde und die ursprüngliche Gemeinde in der Annenstraße als Südgemeinde bezeichnet.
Bereits 1897 wurde von verschiedenen Stellen darauf gedrungen, dass auch die Gemeindeglieder im Westen der Stadt einen eigenen Gottesdienst(ort) erhalten sollten. Ab Weihnachten 1897 konnte die Aula der 7. und 8. Gemeindeschule in der Joachimsthaler Straße genutzt werden. Zwischen 1902 und 1903 wurde eine Kommission gegründet, die sich um die Gründung einer Westgemeinde kümmern sollte. Am 4. Mai 1904 folgte die Anerkennung als eigenständiger Pfarrbezirk. 1906 wurde ein Bauplatz an der Nassauischen Straße von der westlichen Boden AG erworben. Am 12. Oktober 1907 fand die Grundsteinlegung statt und am 11. Oktober 1908 wurde die nach den Plänen von Heinrich Straumer gebaute Kirche Zum Heiligen Kreuz geweiht.
Nach dem Bau der Berliner Mauer 1961 war es den Gemeindegliedern, die in Neukölln und Kreuzberg wohnten, nicht mehr möglich zum Gottesdienst in die Annenstraße, im Ostteil der Stadt zu kommen. 1962 wurde eine provisorische Gemeinde gegründet, die Ev.-Luth. (altluth.) Gemeinde Berlin Neukölln, die ursprünglich nur bis zur Entspannung der politischen Verhältnisse eigenständig bleiben sollte. Schon zum 1. April 1963 beschloss die Gemeinde sich doch als selbstständige Gemeinde zu konstituieren. Nach Erwerb eines Grundstücks am Kranoldplatz, fand am 21. Juli 1963 die Grundsteinlegung für ein Gemeindezentrum statt und am 4. April 1965 wurde die Pauluskirche geweiht. Seit Oktober 1969 heißt die Gemeinde Ev.-Luth. (altluth.) Paulus-Gemeinde.

## Ausstattung

### Altar

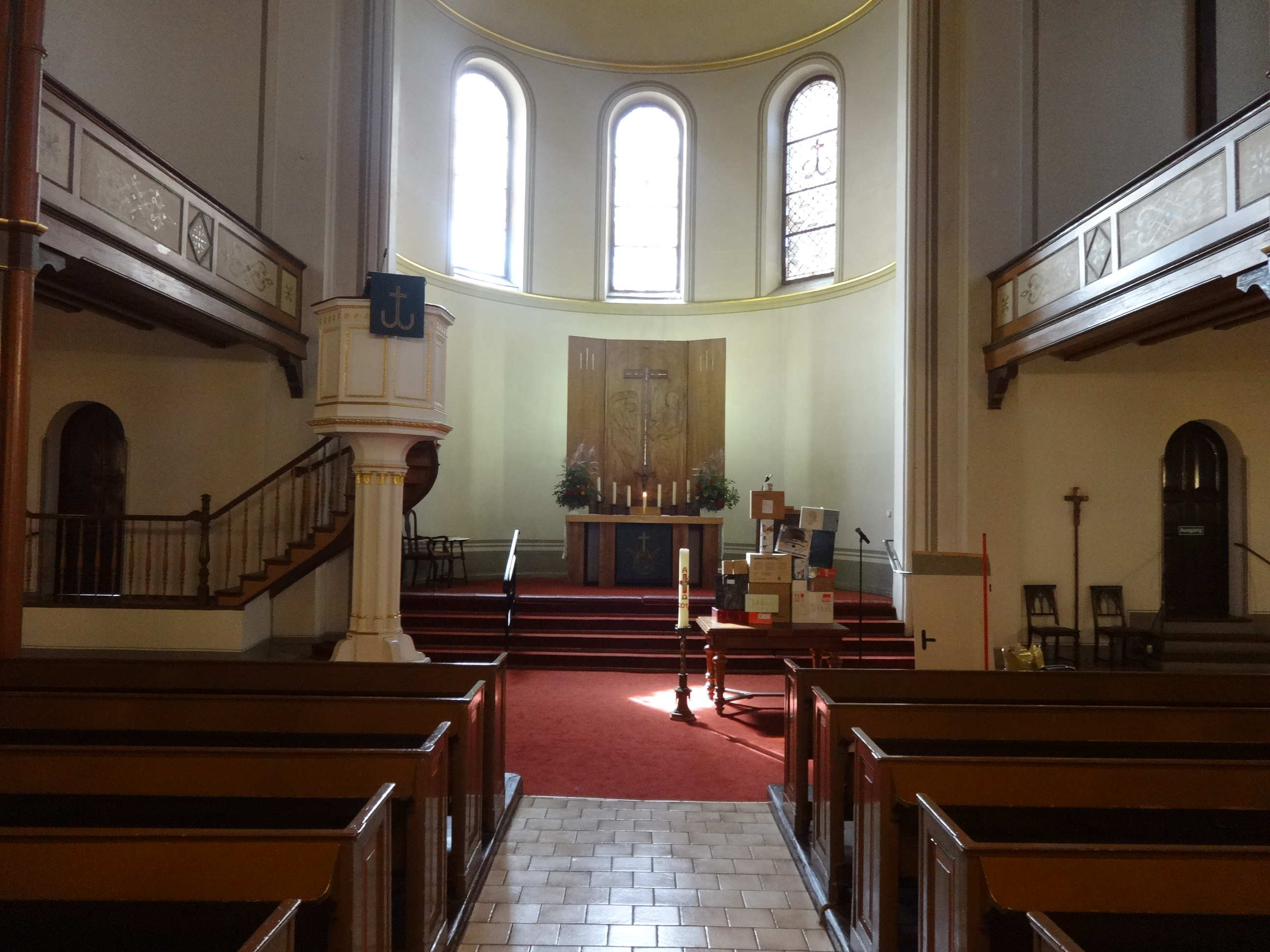
Blick ins Kirchenschiff der Kirche mit Altar von Wilhelm Groß

Der erste Altar war um zwei Stufen erhöht. Rechts und links der Mensa befanden sich breite, weiß marmorierte Brüstungen mit Verzierungen an den Stirnseiten, zum Kirchsaal hin. Das ebenfalls weiß marmorierte Altarretabel bestand aus einem Rundbogen, in dem sich ein Christus-Gemälde des Malers C. G. F. Loeillot befand. Mittig über dem Rundbogen war ein Christusmonogramm mit Alpha und Omega angebracht. Abgeschlossen wurde das Retabel mit einem verzierten Satteldach, das von einem Kreuz gekrönt wurde.
Nachdem der Altar im Zweiten Weltkrieg zerstört worden war, schaffte die Gemeinde zum 100. Kirchweihjubiläum einen neuen Altar an. Den Altartisch schuf der Tischlermeister Bruno Kirchherr. Das Retabel wurde als Flachrelief von Wilhelm Groß gestaltet und zeigt unter einem mit Silber ausgelegtem Kreuz zwei Figuren. Auf der rechten Seite einen Prediger mit aufgeschlagenem Buch und erhobenem rechten Arm, der mit zwei Fingern zum Kreuz zeigt. Auf der linken Seite steht eine gebeugte Frauengestalt, die sich die Hände vors Gesicht schlägt.
1958–1959 wurde das Altarbild mit zwei Flügeln komplettiert. In das Holz wurden die Bibelverse aus Philipper 2,8–11  in Versalien eingeschnitzt. Auf dem linken Flügel steht über drei silbernen Wellen der Anfang „Er erniedrigte sich selbst und ward gehorsam bis zum Tode, ja zum Tode am Kreuz. + Darum hat ihn auch Gott erhöhet und hat ihm den Namen gegeben, der über alle Namen ist, dass in dem Namen Jesu“ und auf dem rechten Flügel steht über zwei Linien, von denen die obere ein Omega bildet, der Rest des Bibelzitats „sich beugen sollen aller derer Kniee, die im Himmel und auf Erden und unter der Erde sind und alle Zungen bekennen sollen, dass Jesus Christus der Herr sei zur Ehre Gottes des Vaters“.
Wenn die Flügel geschlossen werden, was in der Regel nur zu Karfreitag der Fall ist, ist ebenfalls in Versalien „Soli Deo gloria“ zu lesen.

### Kanzel und Taufstein

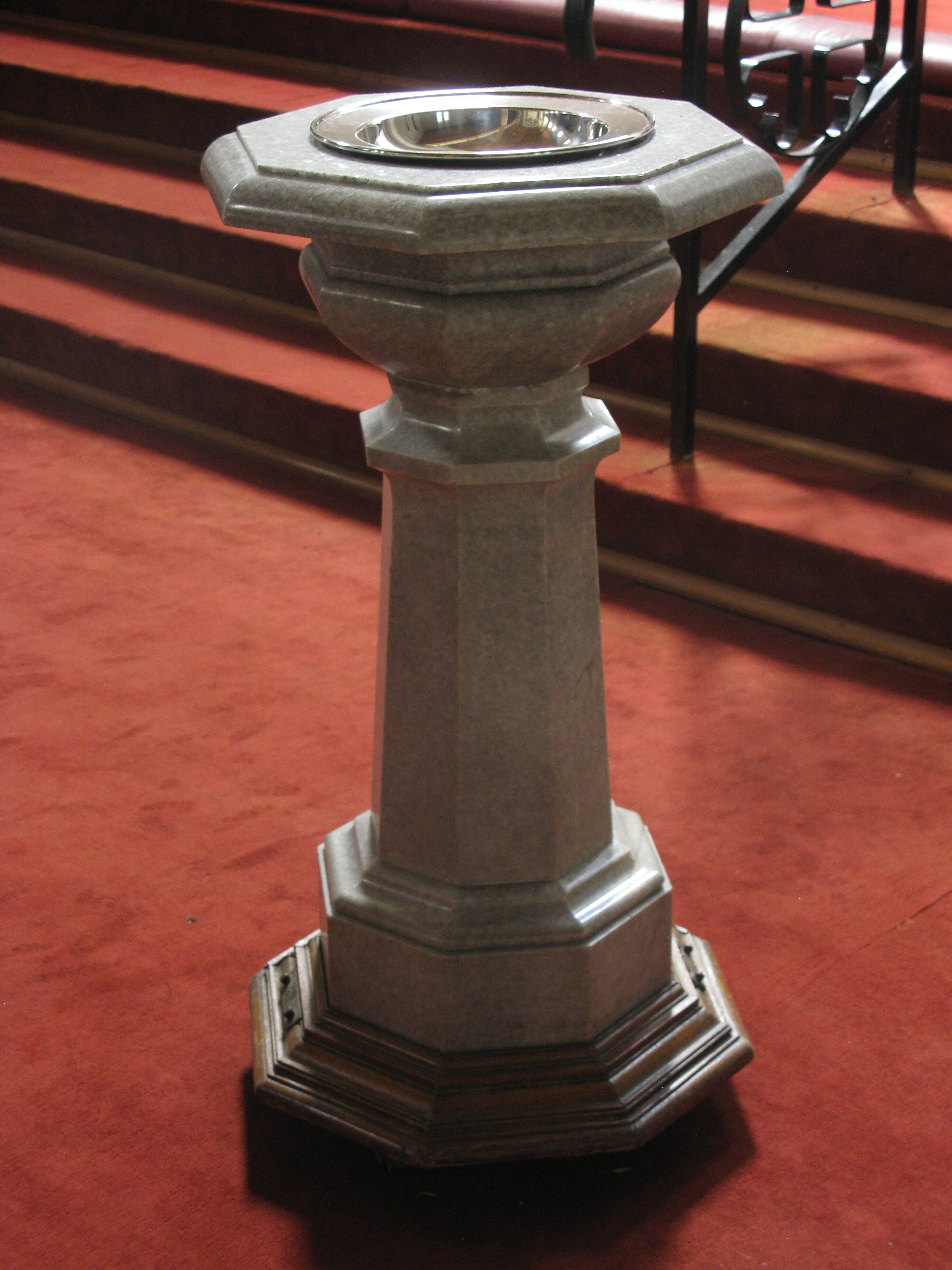
Der Taufstein mit eingelegter Taufschale

Sowohl Kanzel als auch Taufstein sind noch im Original erhalten.
Der Kanzelkorb, der über eine Treppe neben der Tür zur Pfarrer-Sakristei erreicht wird, hat einen oktogonalen Grundriss. Er ruht auf einer dicken Säule, die mit acht dünnen Säulen verziert ist. Der Fuß ist annähernd quadratisch. Die gesamte Kanzel ist aus Holz gefertigt und weiß angestrichen und mit floralen Elementen verziert, die vergoldet wurden.
Der Taufstein ist sehr schlicht gehalten und besteht aus grauem Marmor. Die Grundform ist, wie bei der Kanzel, ein Achteck. Der Stein ist ausschließlich durch Profilierung verziert. Weitere Schmuckelemente sind nicht vorhanden. Der Taufstein befindet sich auf einem hölzernen Sockel und kann mittels im Fuß angebrachter Rollen verschoben werden. Für die Benutzung bei Taufhandlungen wird eine silberne Schale in die Vertiefung im Taufstein eingelegt.

### Kirchenfenster

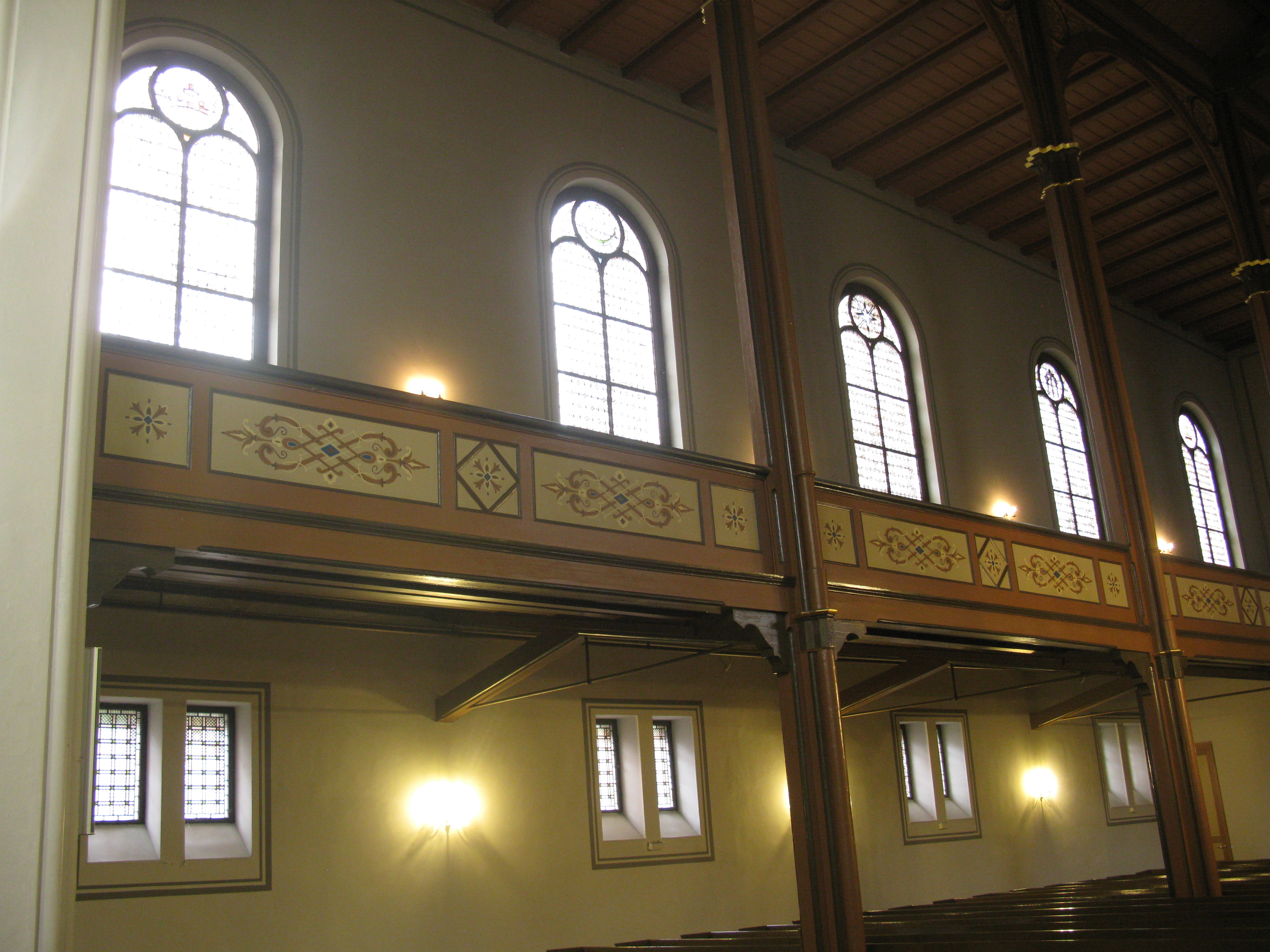
Die Fenster in der Westwand

Nach den Zerstörungen im Zweiten Weltkrieg, mussten die Fenster komplett erneuert werden. Die heutige Gestaltung der großen Rundbogenfenster geht auf einen Entwurf von Charles Crodel zurück. Insgesamt sind 13 große Bleiglasfenster mit christlichen Symbolen im Kirchenschiff verbaut.
Die drei Fenster in der Apsis bestehen jeweils aus vier Bleiglasfeldern, wovon das obere den Rundbogen bildet. Im zweiten Feld von oben ist jeweils ein Symbol eingearbeitet. Im mittleren Fenster ist die Lutherrose dargestellt. Links und rechts finden sich Darstellungen von Alpha bzw. Omega.
Die West- und die Ostmauer sind über den Emporen ebenfalls jeweils mit fünf Rundbogenfenstern ausgestattet. Jedes Fenster besteht aus zweimal vier Feldern, wovon die oberen jeweils einen Rundbogen bilden. Über den beiden Rundbögen befindet sich ein weiteres kreisförmiges Feld, in das jeweils ein Symbol eingearbeitet ist. Dieses kreisförmige Feld bildet mit zwei kleineren halbrunden Feldern schließlich den großen Rundbogen als oberen Abschluss der Fensteröffnung.
Die Symbole der Fenster stehen für die einzelnen Feste im Jahreskreis. Der Zyklus beginnt mit dem ersten Fenster der Westwand, folgt dem Uhrzeigersinn und endet mit dem ersten Fenster der Ostwand (jeweils vom Altar aus gesehen). Im ersten Fenster der Westwand ist eine Krone mit fünf schräg nach unten gerichteten Strahlen abgebildet, die den Advent symbolisiert. Das zweite Fenster zeigt, als Symbol für Weihnachten, ein Lateinisches Kreuz, belegt mit einem Andreaskreuz, über einer liegenden Sichel als stilisierter Krippe. Im dritten Fenster befindet sich ein vierzackiger Stern mit vier Strahlen, jeweils zwischen den Zacken. Dieses Fenster steht für Epiphanias. Als viertes sind drei Kreuze als Symbol für Karfreitag zu sehen.
Die beiden hinteren Fenster, rechts und links von der Orgel repräsentieren keine Feste im Jahreskreis, sondern zeigen Symbole aus dem Gemeindeleben. Dabei stellt das Fenster der Westseite eine Orgel dar und steht für die Kirchenmusik. Das hintere Fenster der Ostseite zeigt dagegen das Siegel der Gemeinde. Das besteht aus einem Altar auf dem ein aufgeschlagenes Buch liegt und auf dessen Vorderseite die Bibelstelle des Weihespruchs „2Tim.2v.19“ steht. Darüber ist ein Kreuz zu sehen, kreisförmig von Strahlen umgeben. Dieses Fenster steht für die Kirchweihe. Im nächsten Fenster der Westwand ist das Christogramm, als Symbol für das Osterfest zu sehen. Das mittlere Fenster zeigt das Nomen sacrum IHS und steht für Christi Himmelfahrt. Als Darstellung von Pfingsten, ist als weiteres Symbol, eine nach unten fliegende Taube mit Heiligenschein zu sehen. Im letzten Fenster sind drei Ringe zu sehen, die ineinander verschlungen sind. Dieses Symbol steht für Trinitatis.

### Hauptorgel

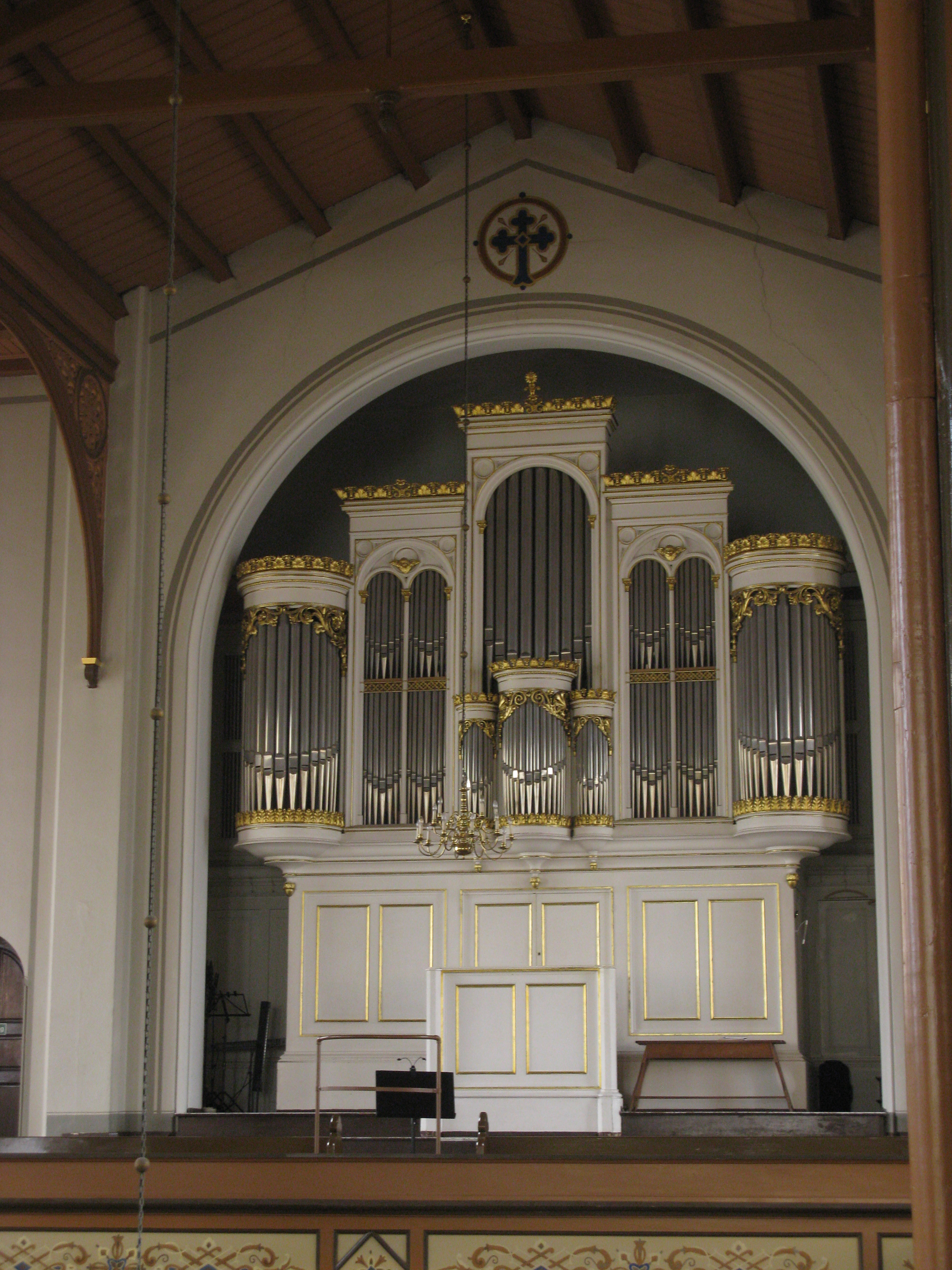
Die Hauptorgel

#### Erste Orgel von 1857
Die Orgel, die zur Kirchweihe installiert war, wurde vom Orgelbauer Dinse mit 23 Registern gebaut. Von dieser Orgel ist nur noch der Prospekt erhalten geblieben.
Eine Dokumentation der ursprünglich eingebauten Dinse-Orgel ist nicht mehr vorhanden. Aus noch vorhandenen Kostenvoranschlägen der Gebrüder Dinse von 1912 konnte jedoch die Disposition rekonstruiert werden. Demnach verfügte das erste Instrument über zwei Manuale und ein Pedal. Die Register 3, 15 und 16 wurden bereits 1898 ersetzt.:
| I Hauptmanual C–f3 |                    |     |
| 1.                 | Bourdon            | 16′ |
| 2.                 | Principal          | 08′ |
| 3.                 | Salicional *       | 08′ |
| 4.                 | Gemshorn           | 08′ |
| 5.                 | Gedackt            | 08′ |
| 6.                 | Octave             | 04′ |
| 7.                 | Spitzflöte         | 04′ |
| 8.                 | Octave             | 02′ |
| 9.                 | Mixtur II–IV       |     |
| 10.                | Cornett IV (ab c1) |     |
| 11.                | Trompete           | 08′ |

| II Obermanual C–f3 |                            |     |
| 12.                | Gedackt                    | 16′ |
| 13.                | Geigenprincipal (Prospekt) | 08′ |
| 14.                | Rohrflöte                  | 08′ |
| 15.                | Gambe *                    | 08′ |
| 16.                | Progressio harmonica ***   | 08′ |
| 17.                | Octave                     | 04′ |
| 18.                | Flauto dolce               | 04′ |

| Pedal C–d1 |           |     |
| 19.        | Principal | 16′ |
| 20.        | Subbass   | 16′ |
| 21.        | Violon    | 08′ |
| 22.        | Octave    | 04′ |
| 23.        | Posaune   | 16′ |

- Manual-Coppel
- Pedal-Coppel
- Calcant
- 3 Sperrventile
- Schleifladen
- mechanische Spiel- und Registertraktur

#### Erster Umbau 1926
In den 1910er Jahren stellte die Kirchengemeinde fest, dass das Instrument bereits einer umfangreicheren Sanierung bedurfte. Bereits 1912 hatte der Orgelbauer Dinse zudem vorgeschlagen, die Disposition zu ändern und auf 28 Stimmen zu erweitern und verwies dabei auf die Orgel der Kirche Zum Heiligen Kreuz.
Der Erste Weltkrieg und die Weltwirtschaftskrise verzögerten die Arbeiten. Schließlich wurde erst 1926 die Orgelbaufirma Sauer unter Oscar Walcker mit einem Umbau beauftragt. Nach den Umbauten hatte die Orgel folgende Disposition:
| I Hauptmanual C–g3 |                      |     |
| 1.                 | Bourdon              | 16′ |
| 2.                 | Principal (Prospekt) | 08′ |
| 3.                 | Gambe                | 08′ |
| 4.                 | Hohlflöte            | 08′ |
| 5.                 | Gedackt              | 08′ |
| 6.                 | Dulciana             | 08′ |
| 7.                 | Oktave (Prospekt)    | 04′ |
| 8.                 | Spitzflöte           | 04′ |
| 9.                 | Oktave               | 02′ |
| 10.                | Cornett-Mixtur IV    |     |
| 11.                | Trompete             | 08′ |

| II Obermanual C–g3 |                       |     |
| 12.                | Lieblich Gedackt      | 16′ |
| 13.                | Geigenprincipal       | 08′ |
| 14.                | Concertflöte          | 08′ |
| 15.                | Quintatön             | 08′ |
| 16.                | Vox coelestis         | 08′ |
| 17.                | Äoline                | 08′ |
| 18.                | Fugara                | 04′ |
| 19.                | Flauto dolce          | 04′ |
| 20.                | Flautino              | 02′ |
| 21.                | Harmonia aetheria III |     |
| 22.                | Oboe                  | 08′ |

| Pedal C–f1 |                  |     |
| 23.        | Principal        | 16′ |
| 24.        | Subbass          | 16′ |
| 25.        | Zartbass (=12)   | 16′ |
| 26.        | Violon           | 08′ |
| 27.        | Bassflöte (= 18) | 08′ |
| 28.        | Oktave           | 04′ |
| 29.        | Posaune          | 16′ |

- Koppeln:
  - Normalkoppeln:  II/I, I/P, II/P
  - Superoktavkoppel:  II und II/P
  - Suboktavkoppel:  II
- Spielhilfen:  Piano, Mezzoforte, Forte, Tutti und eine Freie Combination
- Schweller
  - Rohrschweller für das komplette Werk
  - Jalousieschweller für das zweite Manual
- Pneumatisches Regierwerk mittels Röhrentraktor

#### Zweiter Umbau 1955
Im Zweiten Weltkrieg wurde das Instrument leicht beschädigt und konnte 1947 vom Berliner Orgelbaumeister Fuchs mit relativ geringen Mitteln für 1350 Reichsmark wieder instand gesetzt werden.
Dennoch machten Witterungseinflüsse sowie eine starke Verschmutzung eine Überarbeitung erforderlich: In der Nachbarschaft der Kirche arbeiteten Steinmühlen, um die Trümmer zu beseitigen. Deren Staub lagerte sich auf und in der Orgel ab. Als Vorbereitung auf das 100. Kirchweihjubiläum 1957 waren Reinigungs- und Umbaumaßnahmen sowie eine spätere Instandsetzung geplant. Der Umfang der Arbeiten sollte in zwei Bauabschnitten erfolgen: Zunächst war die Reinigung der Pfeifen und die Aufarbeitung und Umintonation von 19 Registern vorgesehen. Im zweiten Bauabschnitt sollte ab 1958 die pneumatische Röhrentraktur instand gesetzt werden. Dabei war geplant, dass die Windladen eine neue Membran und die Ventile ein Spezialleder erhalten sollten.
Der erste Bauabschnitt mit Reinigung und Umbau erfolgte in den Jahren 1955 und 1956, dieses Mal durch die Firma Hermann Eule Orgelbau Bautzen, künstlerisch betreut durch den damaligen Kantor der Gemeinde, Gustav Adolf Günther.
Die Arbeiten für den zweiten Bauabschnitt wurden nicht mehr ausgeführt, was eine zunehmende Instabilität des Instrumentes zur Folge hatte.
Nach der Umintonation durch Firma Eule besaß die Orgel folgende Disposition:
| I Hauptwerk C–g3 |             |         |
| 1.               | Ged. Pommer | 16′     |
| 2.               | Principal   | 08′     |
| 3.               | Holzflöte   | 08′     |
| 4.               | Oktave      | 04′     |
| 5.               | Spitzflöte  | 04′     |
| 6.               | Quinte      | 02 ⁄3′  |
| 7.               | Oktave      | 02′     |
| 8.               | Waldflöte   | 02′     |
| 9.               | Terz        | 01 3⁄5′ |
| 10.              | Mixtur IV   |         |
| 11.              | Trompete    | 08′     |

| II Oberwerk C–g3 |                 |        |
| 12.              | Gedackt         | 08′    |
| 13.              | Quintatön       | 08′    |
| 14.              | Salzional       | 08′    |
| 15.              | Prinzipal       | 04′    |
| 16.              | Rohrflöte       | 04′    |
| 17.              | Nasat           | 02 ⁄3′ |
| 18.              | Spitzoktave     | 02′    |
| 19.              | Sifflöte        | 01′    |
| 20.              | Sesquialtera II |        |
| 21.              | Zimbel III      |        |
| 22.              | Oboe            | 08′    |

| Pedal C–f |                             |     |
| 23.       | Principal                   | 16′ |
| 24.       | Subbass                     | 16′ |
| 25.       | Oktavbass                   | 08′ |
| 26.       | Bassflöte (Transmission 12) | 08′ |
| 27.       | Oktave (Transmission 15)    | 04′ |
| 28.       | Rauschpfeife IV             |     |
| 29.       | Posaune                     | 16′ |

- Koppeln (als Wippe und Tritte):
  - Normalkoppeln: II/I, I/P, II/P
  - Suboktavkoppel: II
  - Superoktavkoppel: II und II/P
- Spielhilfen:  Piano, Mezzoforte, Forte, Tutti und eine freie Kombination, 1 freie Pedalkombination
- Schweller
  - Rollschweller für das komplette Werk
  - Jalousieschweller für das zweite Manual
- Taschenladen mit pneumatischer Tasten- und Registertraktur

#### Letzter Umbau 1991

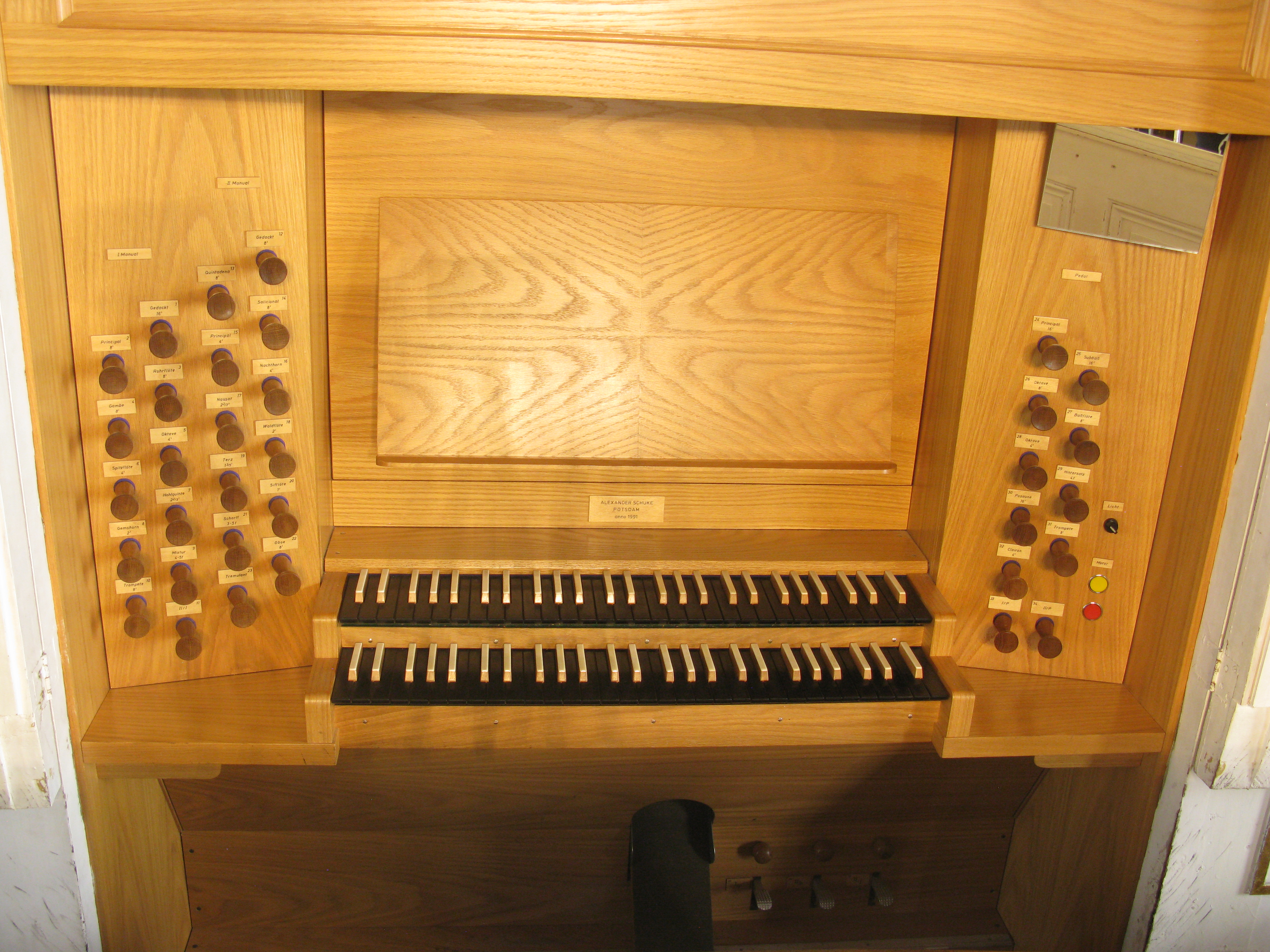
Spieltisch der Hauptorgel

Da die notwendigen Instandsetzungsarbeiten aus finanziellen Gründen nicht ausgeführt werden konnten, verschlechterte sich der Zustand der Orgel immer weiter. Die Kirchengemeinde wollte sich mit diesem desolaten Zustand nicht zufriedengeben und rief zu Spenden auf. 1982 waren rund 17.000 Mark zusammengekommen.
Daraufhin wurde ein Vertrag mit dem VEB Potsdamer Schuke-Orgelbau über einen Orgelneubau für rund 139.000 Mark abgeschlossen. Die Ausführung der Arbeiten wurde für das Jahr 1991 geplant.
Die politische Wende in der DDR machte die Sparbemühungen jedoch vorerst zunichte, da die angesparte Summe nach der Währungsunion nur noch zur Hälfte zur Verfügung stand.
Mithilfe eines Kredits und vieler Spenden von innerhalb und außerhalb der Gemeinde konnte schließlich doch der Bau einer neuen Orgel beim mittlerweile wieder privatisierten Orgelbauer Schuke in Potsdam in Auftrag gegeben werden.
Das Innenleben der alten, pneumatischen Orgel wurde vollständig entfernt und durch ein neues, mechanisches Werk mit 30 Stimmen ersetzt. Dabei blieb der originale Orgelprospekt von 1857 erhalten:
| I Hauptwerk C–g2 |             |        |
| 1.               | Gedackt     | 16′    |
| 2.               | Principal   | 08′    |
| 3.               | Rohrflöte   | 08′    |
| 4.               | Gambe       | 08′    |
| 5.               | Oktave      | 04′    |
| 6.               | Spitzflöte  | 04′    |
| 7.               | Hohlquinte  | 02 ⁄3′ |
| 8.               | Gemshorn    | 02′    |
| 9.               | Mixtur IV–V | 1 ⁄3′  |
| 10.              | Trompete    | 08′    |

| II Unterwerk im Schweller C–g3 |                |        |
| 11.                            | Gedackt        | 8′     |
| 12.                            | Quintadena     | 8′     |
| 13.                            | Salicional     | 8′     |
| 14.                            | Prinzipal      | 4′     |
| 15.                            | Nachthorn      | 4′     |
| 16.                            | Nassat         | 2 ⁄3′  |
| 17.                            | Waldflöte      | 2′     |
| 18.                            | Terz           | 1 3⁄5′ |
| 20.                            | Sifflöte       | 1′     |
| 21.                            | Scharff III–IV | 1′     |
| 21.                            | Oboe           | 8′     |
|                                | Tremulant      |        |

| Pedal C–f2 |               |        |
| 22.        | Principal     | 16′    |
| 23.        | Subbass       | 16′    |
| 24.        | Oktave        | 08′    |
| 25.        | Bassflöte     | 08′    |
| 26.        | Oktave        | 08′    |
| 27.        | Hintersatz IV | 02 ⁄3′ |
| 28.        | Posaune       | 16′    |
| 29.        | Trompete      | 08′    |
| 30.        | Clairon       | 04′    |

- Koppeln: II/I, I/P, II/P
- Schleifladen
- mechanische Spieltraktur
- mechanische Registertraktur (für den späteren Einbau einer computergestützten elektrischen Traktur vorbereitet)

### Kleine Orgel

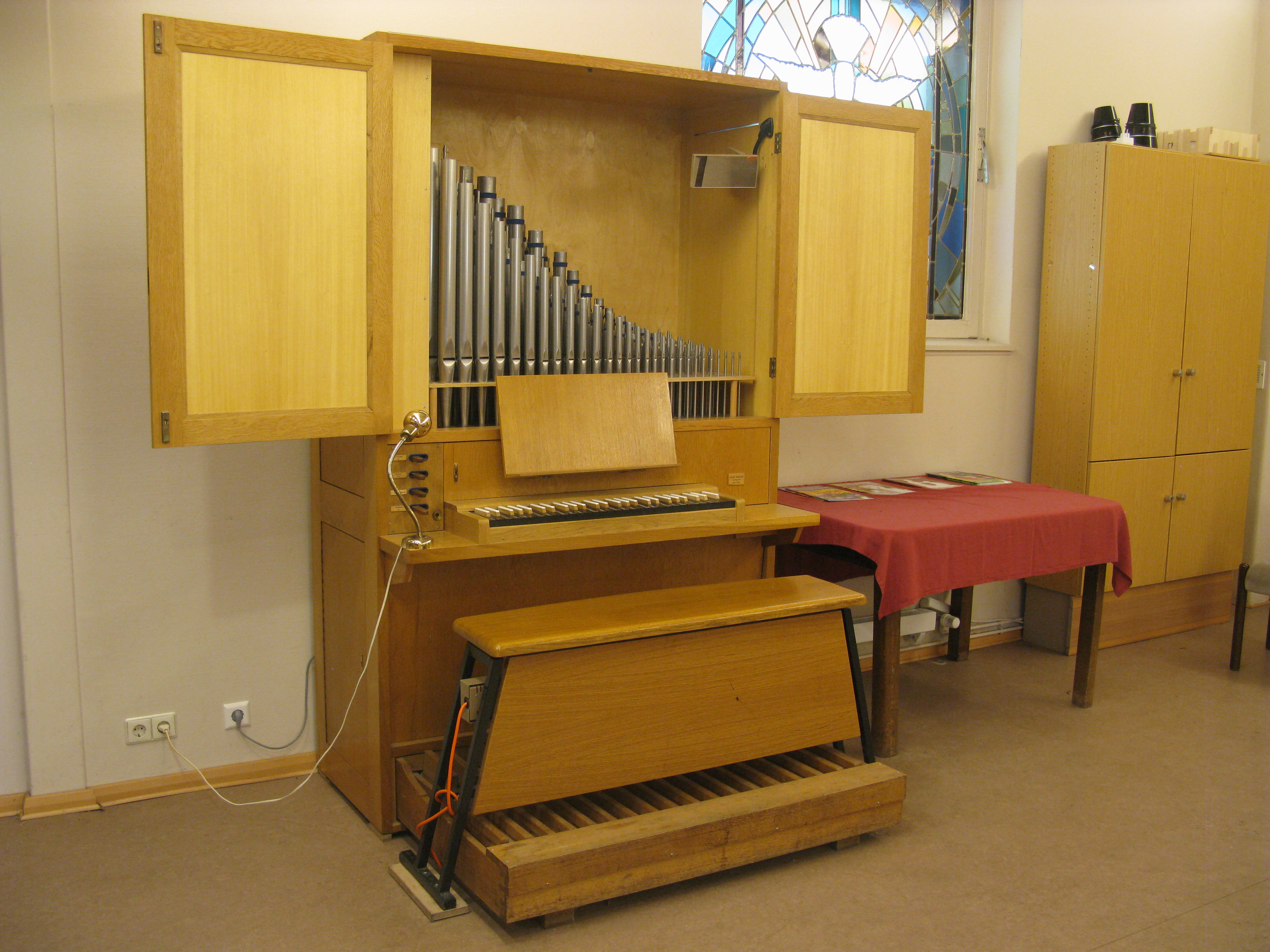
Die kleine Orgel im Gemeindesaal

Im Zuge der geplanten Reparaturarbeiten an der Hauptorgel, wurde der Kontakt zur Potsdamer Orgelbaufirma Schuke intensiviert. Es war zwar nicht möglich die nötigen Mittel für eine mechanische Schleifladenorgel im Kirchsaal aufzubringen, doch durch Spenden von Gemeindegliedern und Gästen war es möglich eine kleine Orgel für den Gemeindesaal anzuschaffen.
Am 6. Januar 1980 wurde die Orgel des VEB Potsdamer Schuke-Orgelbau geweiht. Diese hat folgende Disposition:
| I Manual C–g3 |           |       |
| 1.            | Gedackt   | 8′    |
| 2.            | Rohrflöte | 4′    |
| 3.            | Prinzipal | 2′    |
| 4.            | Quinte    | 1 ⁄3′ |

| Pedal C–f |
| angehängt |